# Хурт, Якоб
Я́коб Хурт (эст. Jakob Hurt, 10 (22) июля 1839, деревня Химмасте, Верросский уезд, Лифляндская губерния, Российская империя — 31 декабря 1906 (13 января 1907), Санкт-Петербург, Российская империя) — эстонский фольклорист, богослов, лингвист и общественный деятель.

## Детство и юность

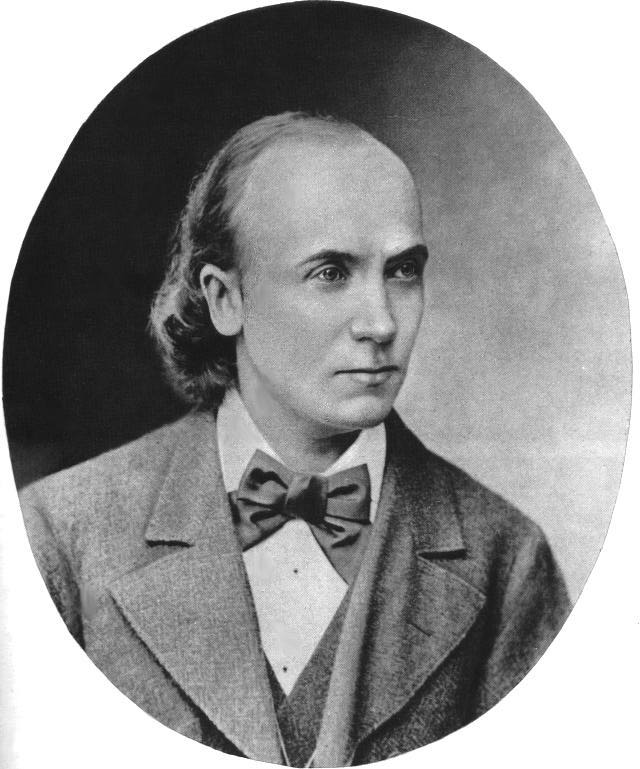
Якоб Хурт в 1866 году

Якоб Хурт родился в деревне Химмасте Верросского уезда Лифляндской губернии, Российская империя, ныне — волость Ряпина, уезд Пылвамаа, Эстония. Его отец — бедный, но грамотный и набожный — работал учителем в деревенской школе. Несмотря на бедность семьи, Якоб успешно окончил деревенскую школу и Пельвескую (Пылваскую) приходскую школу, учился в Дерптском уездном училище и Дерптской гимназии. 
В 1859 году поступил в Императорский Дерптский университет. Столкнувшись с материальными трудностями, получил помощь: способного молодого человека приняли на обучение, признав «личностью совершенно без имущества», и преподаватели гимназии, где учился Хурт, собрали ему 100 рублей. С учётом дальнейшей жизненной перспективы, а также настояний отца, Якоб поступил на богословский факультет, хотя самого юношу привлекали филология и фольклористика.
Ещё будучи студентом, Хурт стал принимать участие в работе Эстонского учёного общества. В 1863 году он издал сборник народных преданий Пельвеского (нем. Pölwe, Kirchspiel, Пылваского, эст. Põlva kihelkond) прихода. Известный лингвист, специалист по финно-угорским языкам, член Петербургской академии наук Фердинанд Иванович Видеман сделал Якоба своим помощником в работе по изучению южноэстонских диалектов. В 1864 году Хурт выпустил небольшую брошюру в поддержку новой орфографии эстонского языка. В следующем году он окончил Дерптский университет кандидатом богословия. Кандидатская диссертация Хурта была посвящена исследованию деятельности Хейнриха Шталя — пастора и известного литератора, создателя первого учебника эстонского языка.
По окончании университета Якоб устроился домашним учителем детей академика А. Ф. Миддендорфа, одновременно стажируясь в отепяской церкви. Однако консистория в Риге не утвердила его кандидатуру на пасторскую должность, и Хурт, сдав учительский экзамен при университете, в 1868 году уехал на остров Эзель, а спустя некоторое время, вернулся в Юрьев (Тарту), где стал учителем гимназии.

## Тартуский период
Тартуский период в жизни Якоба Хурта стал крайне плодотворным. В 1869 году он — член оргкомитета I Всеэстонского певческого праздника — был избран президентом Общества эстонских литераторов, а также президентом комитета по созданию Александровской эстонской школы. Эта школа, названная в честь Александра II Освободителя, была создана по инициативе эстонского крестьянства.
В течение двух лет Хурт исполнял обязанности президента Тартуского общества эстонских земледельцев. В 1872 году он становится пастором в посёлке Отепя. Влияние нового пастора в приходе было очень велико: при его содействии были построены три школы, созданы три оркестра, переработан порядок обучения в школах.
В начале 1870-х годов Якоб Хурт всерьез увлекся фольклористикой. Он привлек к сбору эстонского фольклора 114 человек, собравших около 13 тысяч текстов в 58 приходах. Материалы были объединены в корпус текстов «Monumenta Estoniae Antiquae», на их базе публиковались сборники народных песен «Vana kannel» («Старый каннель»), первые два из которых, а также трёхтомник «Setukeste laulud» («Песни сету»), вышли при жизни Хурта под его редакцией.
Как писатель, Хурт пропагандировал новую эстонскую орфографию («Lühikene õpetus kirjutamisest parandatud viisi» — «Краткое наставление о письме исправленным способом», 1864) и систематически организовывал эстонскую письменность («Eesti sõndest -line lõubaga», 1903), а также статьи о географических названиях, оканчивающихся на ′-ste′, о частицах ′ehk′ и ′või′ и пр., помогал Ф. Видеману в составлении «Эстонско-немецкого словаря» и опубликовал его второе, дополненное издание (1893).

## В Санкт-Петербурге

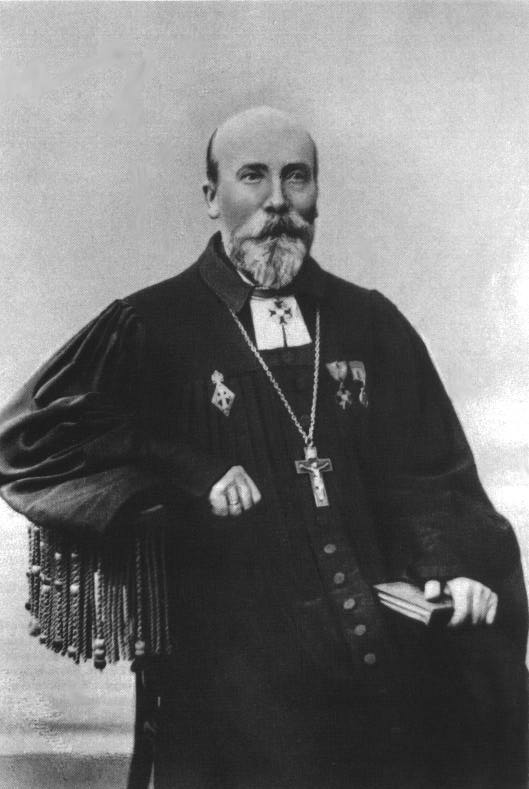
Якоб Хурт в пасторском облачении. Санкт-Петербург, начало XX века

К 1880 году окончательно обострились отношения Хурта с немецкими и онемеченными священниками, что вынудило его оставить приход в Отепя и с семьей перебраться в Санкт-Петербург, став пастором Иоанновского прихода. В российской столице на тот момент проживало не менее 20 тысяч эстонцев, и это давало Хурту большие возможности для занятия фольклористикой. В 1886 году он защитил докторскую диссертацию по языкознанию в Гельсингфорсе, получив учёную степень доктора философии.
В 1888 году пастор возглавил организованное им массовое движение по сбору эстонских народных песен, легенд, преданий, поверий. Его призыв поддержали 1400 волонтеров. Эти добровольные корреспонденты посещали эстонские дома и собирали фольклористический материал, в итоге насчитавший около 124 000 страниц. Впоследствии этот материал систематизировался Хуртом и его помощниками и объединялся в отдельные тома. Как следствие, в Эстонии был создан один из богатейших фондов национального фольклора: 162 тома, состоящих из 114 700 страниц. Было записано и сохранено для потомков и науки 47 556 народных песен.
Из-за финансовых затруднений свет увидели только два сборника народных песен из шести: они были изданы в 1875 и 1876 годах, объединившись под названием «Vana kannel» («Старый каннель»). Еще два сборника были изданы некоторое время спустя, в 1938 и 1941 годах, уже задолго после смерти Хурта. Хурт также издал три коллекции сборников «Setukeste laulud» («Песни сету») между 1894 и 1907 годами.

## Смерть

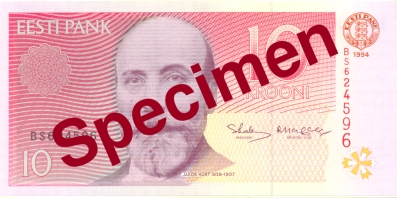
Портрет Якоба Хурта на банкноте достоинством 10 крон

Многолетняя непрерывная работа, сопровождавшаяся постоянным напряжением, подорвала здоровье Якоба Хурта, и 13 января 1907 года он ушёл из жизни в возрасте 67 лет. Похороны выдающегося лингвиста и богослова состоялись в Тарту при большом стечении народа. Похоронен на кладбище Раади.
Вклад Якоба Хурта в эстонскую науку и культуру высоко ценится в современной Эстонии: на протяжении почти двадцати лет, пока Эстония не перешла на евро, портрет знаменитого подвижника находился на лицевой стороне банкноты достоинством 10 эстонских крон. На территории страны есть также несколько памятников Хурту. Самые известные из них — это памятники в Тарту и Отепя, где пастор жил и работал.

## Увековечение памяти
Вошёл в составленный в 1999 году по результатам письменного и онлайн-голосования список 100 великих деятелей Эстонии XX века.